# Theodor Zahn
Theodor Zahn (ur. 10 października 1838 w Moers, zm. 5 marca 1933 w Erlangen) – niemiecki teolog protestancki, biblista, trzykrotnie nominowany do literackiej Nagrody Nobla.

## Życiorys
Urodził się w Moers (koło Essen), studiował teologię na uczelniach w Bazylei, Erlangen i Berlinie, w 1871 roku został wykładowcą oraz kaznodzieją uniwersyteckim na Uniwersytecie w Getyndze. W 1877 roku otrzymał katedrę teologii w Kilonii (w Getyndze nie miał widoków na otrzymanie katedry), w 1878 w Erlangen, w 1888 w Lipsku, a w 1892 roku wrócił do Erlangen.
Był trzykrotnie nominowany do literackiej nagrody Nobla, w roku 1902, 1904 i 1908.
W 1907 roku otrzymał tytuł szlachecki, a w 1910 roku został honorowym obywatelem miasta Erlangen.

## Kanon Nowego Testamentu
Cieszył się dużym autorytetem w dziedzinie badań nad Nowym Testamentem, na gruncie teologicznym reprezentował konserwatywny krytycyzm. Zajmował się historią kanonu Nowego Testamentu. Uważał, że w latach 170–220 Kościół w reakcji na montanizm zaczął ograniczać liczbę ksiąg świętych tylko do tych, które miały apostolskie pochodzenie. Kościół nie utworzył kanonu w reakcji na kanon Marcjona, a cztery Ewangelie i Listy Pawła uzyskały status ksiąg kanonicznych jeszcze w latach 80–110. Polemizował w tej kwestii z Harnackiem. 
Jego zdaniem apostoł Jan był autorem czwartej Ewangelii, trzech Listów i Apokalipsy.

## Dzieła
- Marcellus of Ancyra (1867)
- Der Hirt des Hermas untersucht (1868)
- Ignatius von Antiochien (1873)
- Patrum Apostolicorum Opera (1875–78; V-te wydanie w 1905)
- The Acts of Saint John (1880)
- Forschungen zur Geschichte des neutestamentlichen Kanons und der altkirchlichen Litteratur (eight volumes, 1881–1908)
- Cyprian of Antioch and the German Story of Faust (1882)
- Geschichte des neutestamentlichen Kanons („Researches into the history of the New Testament canon”, two volumes, 1889–92)
- Das apostolische Symbolum (1892)
- The Gospel of Peter (1893)
- Einleitung in das neue Testament (wydanie dwutomowe w 1897–1900; trzecie wydanie w 1906–07)
- Brot und Salz aus Gottes Wort, 20 sermons, (1901)
- Grundriss der Geschichte des neutestamentlichen Kanons (1901; II-gie wydanie w 1904)
- Das Evangelium des Lucas (1912)